# رود لپسی
رود لپسی (به قزاقی: Lepsy) یک رود در قزاقستان است.